# 第四十九届超级碗中场秀
第四十九届超级碗中场秀（英語：Super Bowl XLIX halftime show）是第四十九屆超級盃的一部分，于2015年2月1日在美国亚利桑那州格蘭岱爾的州立農業體育場举办。是次表演由美国歌手凱蒂·佩芮领衔，歌手藍尼·克羅維茲和说唱歌手蜜西·艾莉特作为特邀来宾完成。演出开场时，佩里骑着金色机械狮子登场，随后表演了〈怒吼〉和〈黑马〉，并与克羅維茲合唱〈親了一個拉拉〉。之后，佩里在海滩主题的舞台演唱了〈花漾年華〉和〈加州女孩〉，然后艾莉特登场进行演出。演出以〈煙火〉作为闭幕曲，佩里在表演这首歌曲时骑上了流星道具点燃烟火。
演出获得了媒体的普遍好评，并在第67屆黃金時段創意藝術艾美獎获得了最佳綜藝特輯燈光設計／燈光執導与最佳綜藝、非虛構及實境節目服裝。根据尼尔森的统计数据，演出在NBC播出时吸引了超过1.18亿的观看人次。演出亦对歌手的唱片销量产生了积极影响，其鲨鱼伴舞的形象也成为了网络迷因。

## 背景
在2014年8月，有报道称國家美式橄欖球聯盟已列出了三个第四十九届超级碗中场秀的候选艺人，包括酷玩樂團、凱蒂·佩芮和蕾哈娜。然而，《华尔街日报》还报道说，联赛代表曾询问候选艺人的代表是否愿意向聯盟支付费用，以换取演出机会，这种费用可以是预付费用或是演出后收入的分成。尽管聯盟发言人对此予以否认，但据《华尔街日报》报道，这一请求收到了相关人士的“冷淡”回应
。
「怪人奧爾」揚科維奇的粉丝发起了活动，试图让揚科維奇在中场秀上演出，以宣传他的专辑《就是要Fun》，但活动最终没有取得成功。2014年10月9日，《告示牌》宣布凱蒂·佩芮将进行中场秀表演，而聯盟于11月23日确认了这一消息。

## 发展

### 人员准备

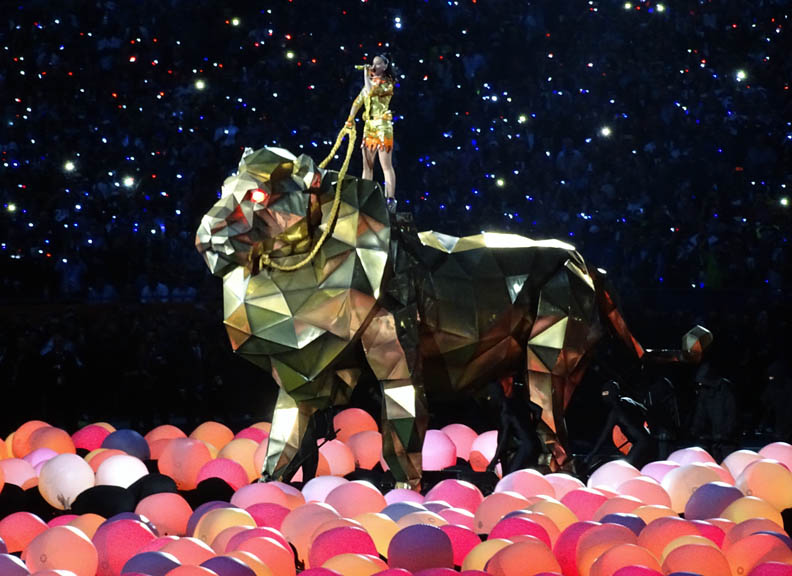
凱蒂·佩芮为中场秀开场

2015年1月10日，佩里宣布藍尼·克羅維茲将会现身中场秀现场。同月30日，曾与佩里合作过《惡搞週末》混音版本的蜜西·艾莉特也被宣布为表演的嘉宾。在先前宣传两位表演嘉宾时，佩里表示：“我想带回一些旧时光的回忆，”这将创造一个“女性的欢乐夜晚，有点老派的感觉”。为了准备这次表演，她观看了包括黛安娜·罗斯、碧昂丝、麦当娜和迈克尔·杰克逊的表演在内的的之前的超级碗中场秀视频。佩里花了几个月的时间准备这场演出，她希望这场表演与她当时仍在进行中的超炫光世界巡迴演唱會有所不同。她还与之前的中场秀表演者布鲁诺·马尔斯见面，寻求有关如何准备表演的建议。
佩里与设计师杰瑞米·斯科特合作为表演创造了四套不同的服装。第一套是火焰裙，这件裙子“灵感来自一双带有皮革火焰的愛迪達鞋”，斯科特说，“我们必须像对待俄罗斯套娃一样思考这些造型。四套造型在一个表演者身上确实是很大的挑战。”第二套是加州女孩比基尼造型。第三套是一件卫衣裙，斯科特形容它“可爱”，“像睡衣一样”。她的最后一套服装是夢仙奴星星晚礼服，斯科特称其为“全方位的红地毯芭比梦幻装”。由于佩里必须在十秒钟内完成换装，因此，除了排练舞蹈和音乐外，佩里还参与了时装排练。2014年10月，关于佩里准备这场演出的纪录片《Katy Perry: Making of the Pepsi Super Bowl Halftime Show》开始拍摄，该片由约翰·赫希执导，并于2015年9月12日发布。

### 技术细节
这一届中场秀仍由执导过前5届中场秀的哈密什·汉密尔顿担任导演。汉密尔顿表示，这类活动的主要问题是场地和通道的尺寸，因为工作人员只有大约八分钟的时间将舞台设备搬到场地并进行搭建。每位工作人员和演出参与者都有明确的指示，说明他们需要做什么和何时做这些事情。演唱会本身是以电视观众为导向的，而不是现场观众。
这场中场秀使用了高品质的视频投影和灯光设计。GlowMotion Technologies为表演制作出了616个灯光球，这些灯光球在演出开始时出现，并通过无线的方式进行控制。场地上投射了约18,000平方英尺的图片。

## 概要

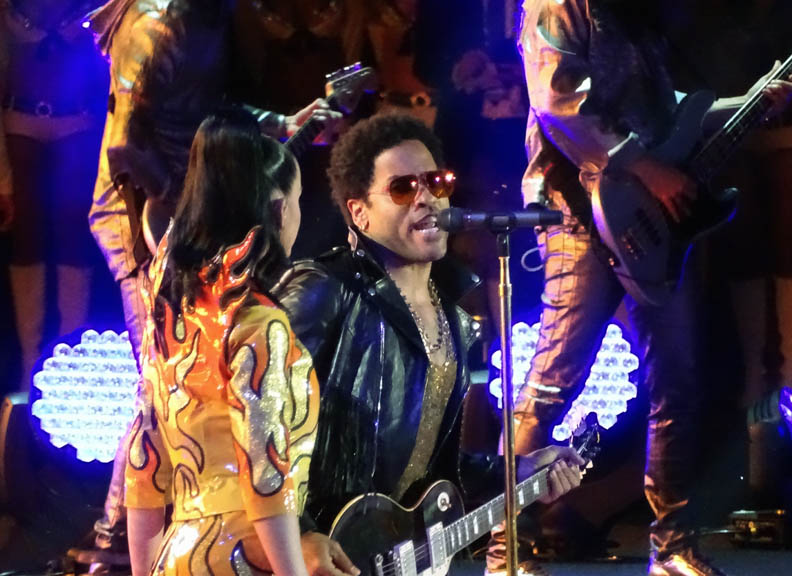
藍尼·克羅維茲与佩里在中场秀表演

在中场秀开始时，场地上的参与者举起了灯光球，形成了一个俯视视角的百事可樂标志。佩里骑着一头大型金色机械狮子进入体育场，以〈怒吼〉作为她的开场曲目进行表演。随后，场地上的三維渲染创造了一个棋盘视觉效果，佩里开始演唱〈黑马〉。其中棋盘格不断变换“不同的形状和大小”，而佩里周围围绕着许多杂技演员。接下来，佩里与藍尼·克羅維茲一起演唱了〈親了一個拉拉〉的二重唱版本。在演唱时，佩里“靠在”克拉维茨身上，二人身后燃起火焰。在这三首歌的表演中，佩里穿着一件“火焰装饰”的连衣裙，黑发扎成马尾。该服装被形容为“与火焰等价的衣服”，以及“火之裙”。
接着，舞台和场地渐变为“微风拂面的”海滩场景，伴舞们打扮成鲨鱼、棕榈树和微笑的沙滩球，围着佩里跳舞。佩里换了一身衣服，开始进行〈花漾年華〉和〈加州女孩〉“坎普风”混搭表演。随后，饶舌歌手蜜西·艾莉特登场，演唱了她的歌曲〈Get Ur Freak On〉和〈Work It〉，而佩里则变身为她的“助兴女郎”，并再次换上了一件定制的超级碗49号球衣。在佩里短暂消失后，埃利奥特演唱了〈Lose Control〉。佩里回到舞台上后穿着一件“星光璀璨的礼服”，并开始她的闭幕曲〈煙火〉的表演。她从中场的一个狭长平台上升，这个平台连着一个流星道具，飞越人群。在表演时，烟火在佩里和体育场周围点燃 。

## 专业评价

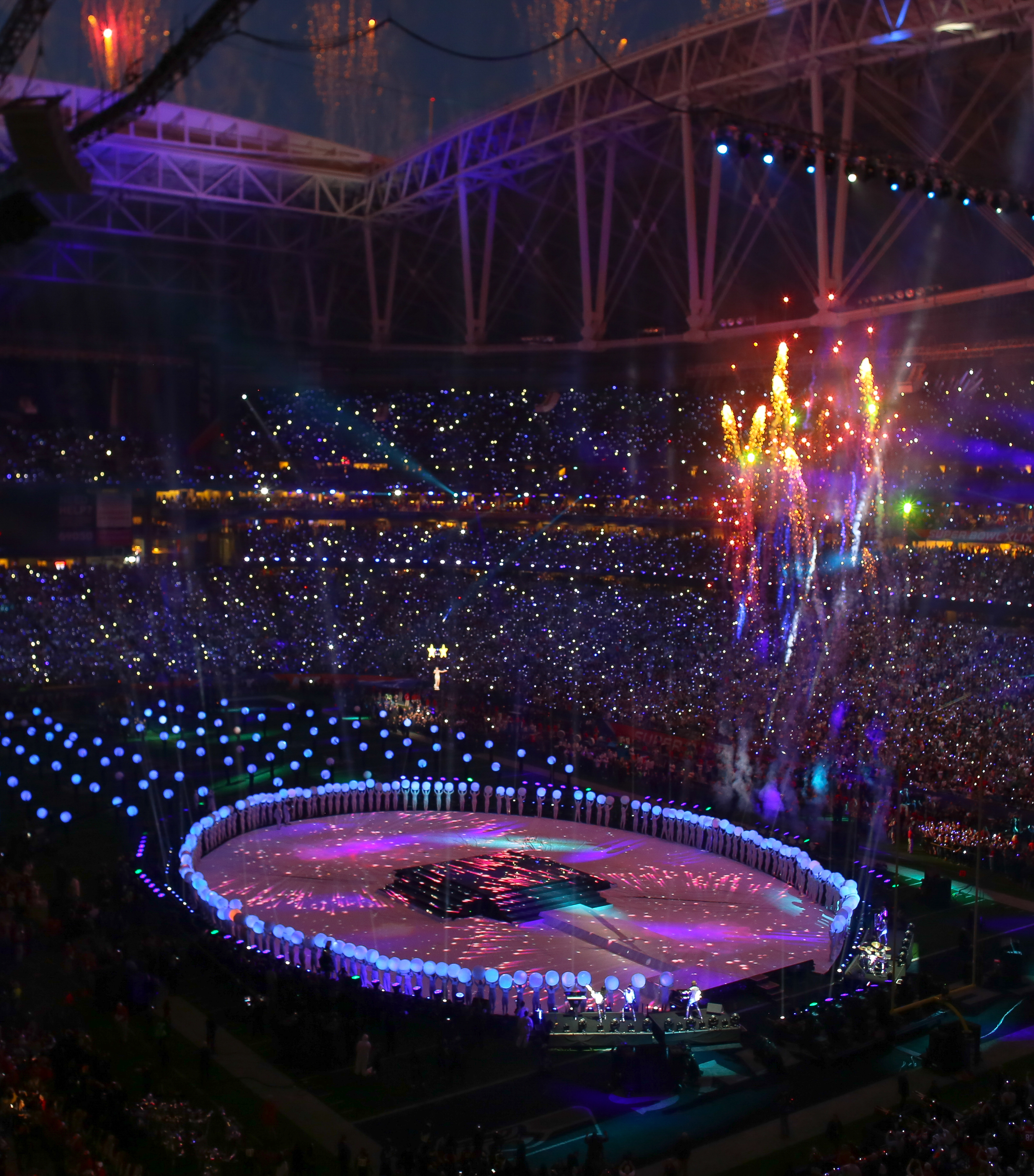
中场秀的表演与舞台

这届中场秀表演获得了评论的好评。《滾石》的詹姆斯·蒙哥马利（James Montgomery）认为演出“光彩夺目（与）生机勃勃”。他亦称佩里展示了“成功的”演唱，并称佩里在演唱〈烟火〉时“全力以赴”，在表演后进行了“一次值得的胜利圈”。他还赞扬了蜜西·艾莉特的登台，称其为“令人激动”。《公告牌》的杰森·利普肖茨（Jason Lipshutz）称这场“激情四射的”表演“没有让人失望”，也是佩里“职业生涯的亮点”之一。今日美国的克里斯·蔡斯（Chris Chase）称这次表演“让人感觉更像一场奧林匹克運動會儀式”，并认为这是一项“重大成就”。蔡斯佩里的表演“就是超级碗中场秀该有的样子”。他也注意到，佩里看起来就是在现场演唱，而且表示绝大部分Twitter使用者都对表演印象深刻。然而，蔡斯认为艾莉特的登台“让人没劲”，“过目即忘”，克罗维兹的登台看起来也较为多余。他总结称，佩里是“真正的明星”，应该和王子、布魯斯·斯普林斯汀和迈克尔·杰克逊一样不需要特邀演出嘉宾。
《衛報》的亚历克斯·尼达姆（Alex Needham）给予这场“高燃的”表演四星评价（满分五星）。他称赞了艾莉特的演出，认为她的演出在佩里表演〈烟火〉之前都盖过了佩里的光芒。尼达姆表示，尽管这次表演时而过犹不及，但佩里看起来却从未感到不知所措。《名利场》的约什·杜博夫（Josh Duboff）称赞佩里的表演“绝杀”，并认为她用“激情和独创力”“充分补充了”她“舞蹈和音准”的短板。《時代》的丹尼尔·达达里奥（Daniel D'Addario）认为，佩里已经用“一场动感与激情的演出证明了全国橄榄球联盟的信任”，并认为她没有在动作和音准上犯任何错误。达达里奥表示，表演中唯一不出彩的地方就是〈亲了一个拉拉〉的加入，并称佩里“不应该在她职业生涯这么深入的时候还依赖于她第一张单曲的廉价刺激”来吸引观众的注意。他对埃利奥特的登场反应积极，表示佩里和艾莉特“值得得到1.1亿双眼睛的关注”。《人物》的阿曼达·米歇尔·施泰纳（Amanda Michelle Steiner）写道：“无论你是不是凯蒂·佩里的粉丝，即便最讨厌她的人也不得不承认她星期天的超级碗表演是一场流行文化的杰作。”《纽约时报》的乔恩·卡拉曼尼卡认为，相对于克罗维兹的登台，佩里的演出更得益于艾莉特的登台。他也指出艾莉特“很轻松地将舞台的能量提升了一倍”。
在第67屆黃金時段創意藝術艾美獎，中场秀获得了最佳綜藝特輯燈光設計／燈光執導与最佳綜藝、非虛構及實境節目服裝。此外，中场秀也被提名为最佳短篇真人娛樂節目。

## 大众影响
根据尼尔森收视统计，这届中场秀获得了1.185亿人次的观看，较上届布鲁诺·马尔斯的表演增加了300万观看人次。而整个超级碗转播的平均收视人数为1.144亿（是美国电视历史上第二大收视节目），在第四节达到了1.208亿的最高收视。
中场秀结束后，蜜西·艾莉特演唱的三首歌曲全部进入了iTunes单曲榜前二十，并在后来进入了前十名。《公告牌》报道说，业内人士预计佩里的歌曲因这次表演总共会取得约10万次下载，而艾莉特的歌曲预计达到7万次下载，这比艾莉特表演前一周的6,000次下载增加了超过1000%。截至2015年2月1日的一周，佩里的专辑销量在美国增长了92%，总共售出了12.1万张专辑和歌曲下载。同时，埃利奥特的专辑和歌曲下载销量为7.3万张，比前一周增长了996%。

### 互联网迷因
在佩里表演〈花漾年華〉和〈加州女孩〉时，许多有着沙滩主题装扮的伴舞为她进行助阵。其中有鲨鱼装扮的伴舞两个，而左侧的鲨鱼（位于舞台的左侧 ，佩里的右侧）因其奇葩的舞步和与右侧的鲨鱼不同步的节奏在中场秀之后得到了粉丝和媒体的关注。左侧的鲨鱼很快在Facebook和Twitter等成为热门话题，并成为網路迷因。两个鲨鱼的身份后来被揭露，这些是佩里的长期伴舞斯科特·麦里克（Scott Myrick，右侧的鲨鱼）和布赖恩·高豪（Bryan Gaw，左侧的鲨鱼）。

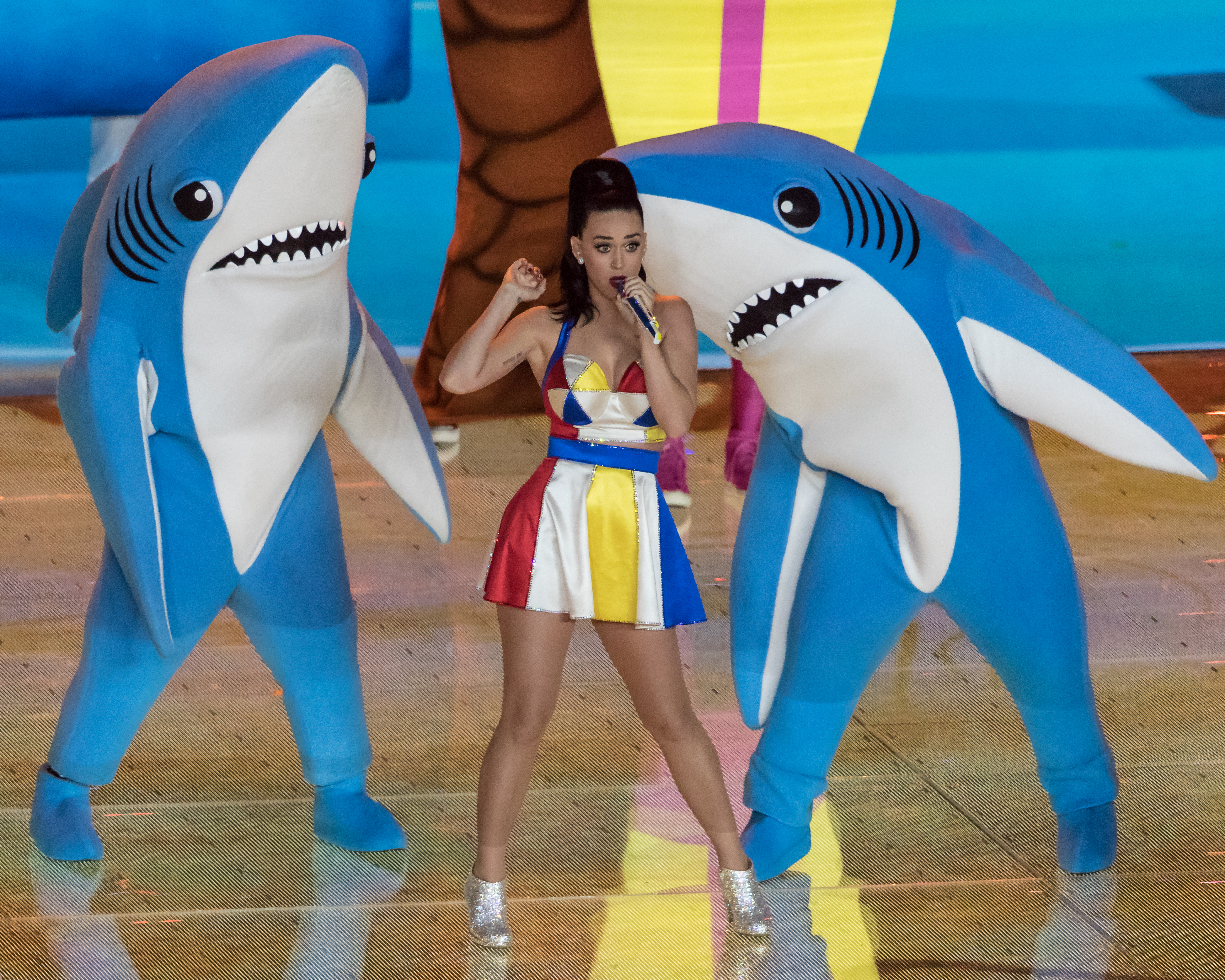
佩里和装扮成鲨鱼的伴舞表演〈花漾年華〉

编排舞蹈的RJ·杜雷尔（RJ Durell）表示，伴舞都是佩里过去演唱会上的老朋友，并没有被要求进行严格的舞蹈编排，而是被告知模仿佩里的动作。在接受《荷里活報道》采访时，杜雷尔说左侧的鲨鱼表演是故意的，他们的目标是“在〈花漾年華〉的副歌中表演佩里的标志性动作，他们都做得非常完美”，并且“玩得很开心，用卡通的方式赋予这些角色一种豆豆地和豆豆得型的个性”。
中场秀导演哈米什·汉密尔顿随后表示，左侧的鲨鱼表演灵感源于2005年全英音乐奖上剪刀姊妹的表演，当时该组合在一个充满超现实农场风格的舞台上演唱〈Take Your Mama〉，舞台上有巨大的木偶鸟。汉密尔顿说：“我们在尝试将海滩场景呈现出来，因此我们参考了剪刀姐妹的那次表演。左侧的鲨鱼的最初其实是一个唱歌的瓜。”
超级碗后，佩里的律师开始尝试为左侧的鲨鱼申请版权，并寻求商标保护。佩里的团队尝试在美国专利及商标局将“左侧的鲨鱼”注册为商标。此外，团队还试图注册“右侧的鲨鱼”、“醉酒的鲨鱼”和“巨口的鲨鱼”等。美国商标局拒绝了她最初注册“左侧的鲨鱼”的申请。团队对一位名叫费尔南多·索萨（Fernando Sosa）的佛罗里达奥兰多艺术家提起了诉讼，因为该艺术家制作了左侧的鲨鱼的3D雕像
除了鲨鱼以外，佩里表演中的其它众多元素，如她骑在机械狮子上的登场、她的服装以及她骑在飞翔的星星上的退场（常被用于与NBC公共服务公告《The More You Know》先前的节目标志进行比较）等各种元素，也都成为了社交媒体上搞笑图片的一部分。

## 演出曲目列表
演出曲目列表取自《告示牌》。
1. 〈怒吼〉
2. 〈黑马〉
3. 〈親了一個拉拉〉（与蓝尼·克罗维兹）
4. 〈花漾年華〉
5. 〈加州女孩〉
6. 〈Get Ur Freak On（英语：Get Ur Freak On）〉 / 〈Work It（英语：Work It (Missy Elliott song)）〉（与蜜西·艾莉特）
7. 〈Lose Control（英语：Lose Control (Missy Elliott song)）〉（蜜西·艾莉特独唱）
8. 〈煙火〉